# ポンバシwktkメイツ
ポンバシwktkメイツ（ポンバシワクテカメイツ）は大阪府大阪市浪速区日本橋を中心に活動していた日本の女性アイドルグループである。本項では愛知県名古屋市を中心に活動する妹分ユニットカミマエヅwktkメイツに関しても記載する。

## 概要
1980年代後期に爆発的ブームを起こしたおニャン子クラブをモチーフにし、2009年9月に結成された。大阪・日本橋の日本橋19ビル3階にある「日本橋wktkTHEATRE」で開催されたアイドルイベント「聖wktk女学院」の「生徒」という設定だった。聖wktk女学院を拠点として活動し、他のイベントには各々のソロ名義でwktkメイツ数名が同時に出演した。また、妹分ユニットの「カミマエヅwktkメイツ」が名古屋市大須の「Carnival☆Stars」を拠点に活動していた。2015年10月28日、カミマエヅwktkメイツ全員卒業により活動休止。2017年1月30日の定期公演をもってポンバシwktkメイツの全員が卒業となり活動休止となった。2019年10月10日・17日、BSプレミアム「まいど！修繕屋です」で一夜限りの復活が放送され、この放送にてポンバシwktkメイツは正式に解散となった。

## 過去のメンバー
「出席番号制」はおニャン子クラブの「会員番号」を導入している。
元メイツ
学業や女優・声優業へ進むために卒業し、卒業式が開かれたメイツもいるが、活動実績のないまま脱退したメイツもいる
| 番号 | 名前           | 番号 | 名前       | 番号 | 名前         | 番号 | 名前       | 番号 | 名前       |
| ---- | -------------- | ---- | ---------- | ---- | ------------ | ---- | ---------- | ---- | ---------- |
| 1    | 宮崎亜美       | 11   | 高城留華   | 21   | 岩瀬香奈     | 31   | 佐倉ことね | 41   | 相星いのり |
| 2    | 岡山紗弓       | 12   | 神谷にこ   | 22   | 石川ともよ   | 32   | 渡辺梨紗   | 42   | 前田このみ |
| 3    | 那瀬ひとみ     | 13   | lily       | 23   | 分部咲       | 33   | 福井柑奈   | 43   | 芹沢愛花   |
| 4    | きいさつき     | 14   | 大屋戸桂夏 | 24   | 紺野潤       | 34   | 水嶋ひかり | 44   | 荒矢真唯子 |
| 5    | 原瀬今日香     | 15   | 胡蝶香蘭   | 25   | 米倉花音     | 35   | 梅田ちさと | 45   | 東郁美     |
| 6    | 水沢るみ       | 16   | 福野みはる | 26   | 桐山もえ     | 36   | 春木ひより | 46   | 沖田千景   |
| 7    | たてよこしおん | 17   | 栗山加奈子 | 27   | 蒼井リカ     | 37   | 前田美咲   | 47   | 大槻ともこ |
| 8    | 咲桃虹愛       | 18   | 廣岡ちあき | 28   | 前田彩花     | 38   | 横山アリカ | 48   | 宮崎彩加   |
| 9    | SAYACA         | 19   | （ゆうゆ） | 29   | ほしえさき   | 39   | 下森星歌   |      |            |
| 10   | 近野なあこ     | 20   | 苺野ゆずほ | 30   | （永久欠番） | 40   | 山本真菜   |      |            |

元研修生
※今井あか音
※青井春香
カミマエヅwktkメイツ（元メンバー）
- えみりぃ
- みら
- 瀬乃かなみ
- 柚希すもあ

## ディスコグラフィー

### CD
- 地下アイドルなんて呼ばせない!!（2010年4月26日発売、自主制作盤）

ファーストシングルで収録曲は「地下アイドルなんて呼ばせない!!」、「出席番号の歌」、「地下アイドルなんて呼ばせない!!(Instrumental)」。特典としてwktkメイツのトレーディングカードが封入されている。
- KWMD〜ktkr wktk ミラクル大作戦!!（2011年3月20日発売、自主制作盤）

セカンドシングルで収録曲は「KWMD〜ktkr wktk ミラクル大作戦!!」、「ダイヤルナンバー“3104”」、「桜色ヒーロー」。前作に続きメイツの全60種のトレーディングカードが封入。
- BAKA POP!!（2013年6月5日全国流通発売、発売元 - バウンディ（流通盤）、SP!KeRecords（会場盤））

サードトシングル
- 収録曲
- BAKA POP!!/作詞:NINNI、作曲:SatoshiNishikawa
- キラ☆キラ青春Prism/作詞:あないこうじ、作曲:金川武史
- No!Me!!Sso!!!/作詞&作曲:あないこうじ
- 地下アイドルなんて呼ばせない!!2013/作詞&作曲:あないこうじ
- カラオケ
- 特典として生写真とゆびずもう券、おバカメイツ決定戦順位予想投票券が封入。
- スカッとPUNCH!!（2014年9月24日全国流通発売、発売元:SPACE SHOWER MUSIC）

4thシングル
- Type1収録曲
- スカッとPUNCH!!/作詞:あないこうじ、作曲:古城康行
- パンドラ(仮)/作詞:心愛、作曲:金川武史
- 日の当たる坂道/作詞&作曲:あないこうじ
- 忘れじのポンバシSUMMER/作詞&作曲:あないこうじ
- カラオケ
- Type9収録曲
- スカッとPUNCH!!/作詞:あないこうじ、作曲:古城康行
- ポンバシレボリューション19/作詞&作曲:金川武史
- コイシテ☆song by近野なあこ/作詞:近野なあこ、作曲:中土智博
- KWMD〜ktkr wktkミラクル大作戦2014〜/作詞&作曲:あないこうじ
- カラオケ
- 特典としてくじ付きシャッフル生写真とハイパンチ券が封入。
- 次世代アイドル革命BLUE LIPS（2012年9月26日全国流通発売、発売元:テイチクエンタテインメント）

オリジナル曲「勇気色センセーション」(作詞：磯谷佳江 / 作曲：渡辺和紀 / 編曲：水島康貴）収録。
- JapanIdolFile（2013年4月24日全国流通発売、発売元:T-Palette Records）

オリジナル曲「地下アイドルなんて呼ばせない!!T-PaletteVersion収録。
- TOY BOX（2010年10月24日発売、発売元:SP!KeRecords）

出席番号10番：近野なあこのデュオユニット『Pink☆Key』参加のコンピレーションCD。

### DVD
- サンドウィッチマンのご当地アイドル発掘団 VOL.4 大阪編（東映ビデオ DSTD-3414、2011年10月21日発売）

## オリジナルソング
- 地下アイドルなんて呼ばせない!! / ポンバシwktkメイツ
- 出席番号の歌 / ポンバシwktkメイツ
- K・W・M・D。（キタコレワクテカミラクル大作戦。） / ポンバシwktkメイツ
- 忘れじのポンバシSUMMER / ポンバシwktkメイツ
- ダイヤルナンバー3104 / ポンバシwktkメイツ
- 勇気色センセーション / ポンバシwktkメイツ
- BAKA POP!! / ポンバシwktkメイツ
- キラ☆キラ青春Prism / ポンバシwktkメイツ
- No!Me!!Sso!!!/ ポンバシwktkメイツ
- スカッとPUNCH‼︎/ ポンバシwktkメイツ
- パンドラ(仮)/ ポンバシwktkメイツ
- 日の当たる坂道/ ポンバシwktkメイツ
- ポンバシレボリューション19/ ポンバシwktkメイツ
- Angel's Moving / 原瀬今日香
- voice☆capsule / 原瀬今日香
- sh∞tiNg☆stAr / 近野なあこ（Pink☆Key)
- コイシテ☆ /近野なあこ
- SweetShiny / 近野なあこ
- BreakGod / 近野なあこ
- 小悪魔のアッパーカット / 福井柑奈
- 健康ランド / 福井柑奈
- School Complex / 佐倉ことね

## 学園祭
約4ヶ月に一度の周期で開催された。メイツ全員が複数の曲を披露・コーナーも行った。メイツ以外のゲストも出演した。
| 開催日         | #         | タイトル                                                 | 会場        | 動員数 |
| -------------- | --------- | -------------------------------------------------------- | ----------- | ------ |
| 2010年1月31日  | 1stライブ | ポンバシwktk学園祭vol.1 〜地下アイドルなんて呼ばせない!  | 日本橋Platz | 105人  |
| 2010年5月3日   | 2ndライブ | ポンバシwktk学園祭vol.2 〜ゴールデンwktk劇場             | 日本橋Platz | 137人  |
| 2010年7月18日  | 3rdライブ | ポンバシwktkメイツの夏祭り 〜恋のポンバシSUMMER          | 日本橋Platz | 92人   |
| 2010年11月21日 | 4thライブ | ポンバシwktk学園祭vol.3 〜開校1周年SP                    | 日本橋UPs   | 102人  |
| 2011年3月20日  | 5thライブ | ポンバシwktk学園祭vol.4 〜ktkrwktkミラクルフェスティバル | 日本橋UPs   | 111人  |
| 2011年7月24日  | 6thライブ | ポンバシwktkメイツの夏祭りvol.2 〜松元和弘ご生誕祭Vol.31 | 日本橋UPs   | 106人  |

## 出演

### テレビ
- おはよう朝日です内『トレンドエクスプレス』（ABC朝日放送、2010年2月23日放送）「ご当地アイドル」として紹介された。
- FNNスーパーニュースアンカー内『金曜日のギモン』（関西テレビ、2010年3月19日放送）「日本橋系アイドル」として紹介された。
- Three-Nineee the TV第1回（Music Japan TV、2010年9月度放送）
- Three-Nineee the TV第2回（Music Japan TV、2010年11月度放送）※出席番号10番：近野なあこ（Pink☆Keyとして）のみの出演。
- Three-Nineee the TV第3回（Music Japan TV、2011年6月度放送）
- サンドウィッチマンのご当地アイドル発掘団。(TOKYO MX、2011年6月11日放送)お笑いコンビ・サンドウィッチマンがポンバシwktkメイツをプロデュース。モノボケ対決、グラビア撮影等笑いたっぷりのアイドルバラエティー番組。
- 今ちゃんの「実は…」（ABC朝日放送、2011年7月27日放送）※出席番号12番：神谷にこのみの出演。
- めっちゃ、アイドルやねん!（2011年7月 - 、エンタ!371） -現在放送中。 レギュラー出演
- あほやねん!すきやねん!（NHK大阪、2011年10月20日放送）「大喜利が芸人並みにうまいアイドル」として紹介された。
- ヨルスパ! 週刊プライデー（関西テレビ、2012年4月29日放送）「大阪で人気沸騰の、あの人気アイドルグループに劇団ひとりとビビる大木が突撃取材」にNMB48の代役として登場。
- 生×カラ!TV（サンテレビ、2012年5月27日放送）※出席番号10番：近野なあこ、出席番号33番：福井柑奈のみの出演。
- iDOLTunes（2012年6月 - 、エンタ!371） -大分BittsHallライブの模様が放送。
- パチンコ楽園（サンテレビ、2012年7月6日放送分よりレギュラー出演中。）※出席番号10番：近野なあこ、出席番号33番：福井柑奈のみの出演。
- ハッピーMusic（日本テレビ、2012年6月22日放送）「大阪府代表、西のAKB48として紹介された」
- うまンchu☆（関西テレビ、2012年7月7日放送）※出席番号10番：近野なあこ、出席番号33番：福井柑奈のみの出演。
- アイドル界隈（テレビ愛知、2012年10月5日-レギュラー出演中）: 千原せいじ、 アフィリア・サーガ・イーストとともに第1回より出演中
- カンニング竹山のゼニウスの夜（MBS毎日放送、2013年3月放送）
- きらきらアフロTM（テレビ東京、2013年6月5日･12日放送）
- 東京ダイナマイトの素晴らしいTV（テレビ埼玉、2013年12月3日･10日放送））※出席番号10番：近野なあこ、出席番号33番：福井柑奈のみの出演。
- 武器はテレビSMAP×FNS 27時間テレビ内めちゃ×2イケてるッ!企画「ドキッ! めちゃ²SMAP 男だらけの水泳大会」（フジテレビ※2014年7月26日放送。出席番号33番：福井柑奈のみ出演)
- おしゃべりHOP CLUB（関西テレビ※2014年4月より現在、出席番号33番：福井柑奈レギュラー、出席番号10番：近野なあこ準レギュラー出演中)
- まいど！修繕屋です（BSプレミアム、2019年10月10日、17日放送）

### ラジオ
- ポンバシwktk学園放送部www（2011年5月2日 - 、ピテカントロプス･エレクトス）
- Mr.シンのドリームトーカー - 「日本橋代表アイドルグループ」として紹介。出演は近野なあこと福野みはる（ラジオ大阪、2011年5月28日放送）
- U.M.Uご当地アイドルフェスティバル 〜ジモラブNo.1決定戦〜 - 「大阪代表アイドルグループ」として出場。アイドリング!!!と共演。（NHK R1、2012年5月3日放送）
- wktkラヂオ学園 - 「大阪代表アイドルグループ」として出演。AKB48メンバー宮崎美穂と共演。（NHK R1、2012年7月22日放送）
- umedamon-劇場へ行こう - 出演は原瀬今日香。（ソラトニワ梅田、2014年7月20日放送）
- ザ・カンムリラジオ（2014年10-12月・第7シーズン　アール・エフ・ラジオ日本）

### 新聞
- 「奈良出身のアイドル」として、「神谷にこ」のインタビューが掲載された。（奈良日日新聞、2009年12月17日号）

### 雑誌
- W100ライブアイドル（シンコーミュージック刊、2010年11月30日発売、ISBN 978-4-401-77029-8）
- アキバマガジン vol.0（三栄書房刊、2011年12月10日、JAN 4910135760129）
- Tokyo graffiti 2012年 01月号（グラフィティマガジンズ刊、2011年12月21日、ASIN B006L76AVE）
- 全国あいどるmap 2012-2013 （エンターブレイン刊、2012年 6月30日発売、ISBN 4047281905）

## 聖wktk女学院
聖wktk女学院（旧ポンバシwktk学園）は、　ポンバシwktkメイツ（以下メイツ）を拠点として出演したアイドルイベントである。大阪・日本橋の日本橋19ビル3階にある「日本橋wktkTHEATRE」で毎週月曜日に開催された。夕やけニャンニャンをモチーフとしており、アイドルによる歌のみではなく「お笑い」や「バラエティ性」を中心とする。
イベント内容
基本的に2時間程度のイベントでオープニング→メイツによる歌とコーナー→エンディング→エンディングアクトが基本だった。他に「コーナー出演はするが、歌を披露しないメイツ」がいる場合もある（逆のパターンも）。エンディングは客参加のジャンケン大会をし、勝者は出演者全員と集合チェキがプレゼントされた。イベント終了後はチェキ撮影や各メイツのグッズ販売を目的とした物販がなされた。
メイツによる歌
エンディングアクトはメイツ全員がステージに集合し、パフォーマンスをする。数名がボーカルを担当し、残りのメイツはバックダンサーに回る。エンディングアクトは「地下アイドルなんて呼ばせない!」、「K・W・M・D」が選ばれた。コーナーとコーナーの間の各メイツの歌は各自準備した曲を歌う。基本的に知名度の高いアニメソングやアイドルソングが選ばれるが、オリジナルソングを歌うメイツもいる。
バラエティコーナー
TV番組同様のバラエティコーナーがイベント内でなされた。
メイツ以外の主な出演者
ネタを行う芸人は「wktkメイツ」に対して「wktk芸人」とも称された。
- 松田純之介 - ポンバシwktk学園3代目MC。普段はシンガー、作詞家として活動中。おっちょこちょいな性格で愛嬌のある人の良さが人気。芸人並みに体を張る事も多々。
- 向山和孝とザ・コンプレックス199イナズマX（元ベッターマン1号） - 以前は ヤッターマン風の衣装で「ベタなこと」をネタにした。玄人好みなボケを得意とする。コンビ「マシンガンズ（太田プロのマシンガンズとは無関係）」としても活動している。「R-1ぐらんぷり2009、2010」2回戦進出。現在、アシスタントMC。
- へなぎ - ポンバシwktk学園ぎるど分校でのアシスタントMC。元オタクの立場でメイツやゲストに的確なアドバイスを教え、エールを送る文化人。
- フルーツぴ〜ち大将軍 - 甲高い声と奇抜な衣装（兎耳、サングラス、白塗り、チャイナ服、網タイツ）が特徴。メイツ以外で唯一、物販でグッズ（時計、チェキ写真等）が発売された。「R-1ぐらんぷり2010」2回戦進出。現在は東京で活動中。
- ほくろっぴ - ピン芸人。客席にお菓子を配るなど、破天荒なネタを行う。グッティ・テルとのコンビ「グティイズム」で奇異なネタを披露し続けている。ものまねが得意。
- 山田ジャック - ポンバシwktk学園の企画・発案者・初代MC。メイツに対して無茶振りを行ったり、「あだ名」（例：藤咲るかを「酒焼け声」）で呼ぶことから、「番長」と呼ばれた。2010年7月でMCを降板。
- まつもさん - MC。みに☆きってんのバックダンサーとして出演したことがある。ネタバトル出演時にはピン芸人初の3週連続防衛を達成した。2代目MC(2010年7月-2012年5月)
- グッティ・テル -ピン芸人。wktk学園初期（日本橋JUNGLE時代）にも出演していた意外と古参な芸人。一発ギャグ中心のネタでスベりまくる。「彼女ができたせいで面白くなくなった」と他の芸人から酷評されている。
- わかやまん - 元アシスタントMC。髪の毛の薄さをネタにされている。那瀬ひとみときいさつきが卒業する回では、2人を題材にしたコントを披露した。現在は芸能活動休止中。
- 吉田華 - 女子高生ピン芸人。「R-1ぐらんぷり2010」で2回戦に進出し、ネタバトルにおいて女性で唯一チャンピオンを経験している。
- マナブ18号 - wktk芸人の中で最も芸歴が長いピン芸人。コーナーで司会を担当することもある。まつもさんと共にみに☆きってんのバックダンサーを担当したことがある。
- 火の玉アタック - ピン芸人。特撮作品を扱った漫談・コントを行う。芸名の由来は超神ビビューンの必殺技から。
- 縛りやトーマス - 時事問題などを扱ったパフォーマンスを行う。動画撮影や、物販などのスタッフも行っている。誠のサイキック青年団のハガキ職人でもあった。

### 開催日時・場所
| 期間                           | 場所                 | 開催曜日 |
| ------------------------------ | -------------------- | -------- |
| 2009年09月14日～2009年10月23日 | 日本橋JUNGLE         | 月火木金 |
| 2009年10月26日～2009年11月13日 | 日本橋JUNGLE         | 月金     |
| 2009年11月16日～2009年12月28日 | 日本橋Platz          | 月       |
| 2010年01月06日～2010年03月31日 | 日本橋Platz          | 水       |
| 2010年04月05日～2010年08月30日 | 日本橋Platz          | 月       |
| 2010年09月06日～2014年02月25日 | 日本橋UPs            | 月       |
| 2014年03月03日～2016年10月31日 | 日本橋wktkTHEATRE    | 月       |
| 2016年11月07日～2017年01月31日 | 日本橋Pollux Theater | 月       |

### エピソード
- 開催日時・場所の変更が多いイベントである。2009年9月14日にスタートした際の会場は日本橋JUNGLEで、水曜日を除く平日にレギュラーMCの山田ジャックとwktkメイツに加えて、曜日ごとのアシスタントMC（月曜日/わかやまん、火曜日/LinRinSound、木曜日/月見峠、金曜日/相咲ポッポ）でイベントを行っていた。しかし2009年10月最終週より月曜日と金曜日の開催に縮小された。
- 2009年11月16日より会場を日本橋Platzに移し毎週月曜日の開催となり、2010年1月6日より毎週水曜日の開催となったが、4月5日より毎週月曜日開催に戻った。
- 日本橋Platz移転により、2010年8月30日に日本橋Platz最終イベントをし、翌週の2010年9月6日に移転先である日本橋UPsの第一回目イベントを担当した。
- 2014年3月、日本橋19ビルの3階に自前の劇場「日本橋wktkTHEATRE」が完成。
- イベント自体の内容にも変更が多かった。日本橋JUNGLEで開催されていた頃は、「前半1時間をコーナー、後半30分を歌」と分けており、物販が無かった。日本橋Platzに移動した当初は、通常のwktk学園の後に、芸人のみが出演するお笑いライブも行っていた。2010年より現在の体制に固定された。
- 日本橋JUNGLE時代はメイツ全体の人数が少いため病欠・他のイベントへの出演などが重なるとメイツ3-4名程度でイベントを行うことも多く、メイツが原瀬今日香ただ1人のみという回があった（この日は原瀬を交えたトークコーナーを中心に行い、曲も原瀬一人で数曲歌った）。
- 近野なあこはwktk学園に出演する前にテレビでメイツ入りが発表された（スーパーニュースアンカーでの取材放送時、母親とともに見学に来ていた近野なあこの姿が放送された）。

## 日本橋wktkTHEATRE
日本橋wktkTHEATRE（ニッポンバシワクテカシアター）は2014年3月1日に大阪市浪速区日本橋にある『日本橋19ビル』3階にオープンした「ポンバシwktkメイツ専用劇場」である。ポンバシwktkメイツのライブ以外にも、多数のアイドルイベントやDJイベントが開催されている。
日本橋wktkメイツが使用する劇場
2013年12月30日、同年10月15日に経営破綻した電子部品専門店の所有していたビルの再利用計画として、wktkメイツの常設劇場を中核施設とした事務所とレコーディングスタジオを併設した施設のオープン発表された。2015年2月にビルの新名称と概要が発表され、1階にサンドイッチ専門店が出店し、2階には直営の小劇場『AinsNeusHall』が入居することが発表された。その後、11月にはサンドイッチ専門店は閉店し、2015年1月からメイド喫茶となった。2020年10月よりSOUNDNOTE OSAKAとなった。